# Stige
 Denne artikel omhandler Værktøjet. Opslagsordet har også en anden betydning, se Stige (Odense).
En stige er et redskab til at nå enten højere op eller længere ned, på en nem måde. Dette kan fx være hvis man vil op på et tag eller ned i et hul. Stiger er meget brugt blandt håndværkere. 
Stiger laves nu til dags oftest i letmetal pga. den lave vægt, men blev tidligere udført i det lettere tilgængelige træ. 
En elektriker-stige skal dog være udført i et ikke elektrisk ledende materiale, og er derfor i træ.

## Stiger
Der er adskillige slags stiger. Her er kun nævnt nogle typer:

### Trappestige
En stige med brede trin, lettere at gå og stå på end de smalle trin der er på de fleste stiger - af vægthensyn. Køkkenstiger er trappestiger. 

### Wienerstige
En stige i to ens dele, hængslet sammen som et A. De to øverste trin, bør ikke anvendes af sikkerhedsmæssige hensyn.

### Rebstige
Et eller flere reb, der er udstyret med trin – typisk to reb forbundet med tværpinde. Eller med reb som trin.

### Skydestige
Også kaldet udskydningsstige er to stiger, der er samlet. Den nederste stige er fast, mens den øverste stige kan skydes mere eller mindre ud og forlænger derved stigen. Udskydningen kan foretages ved at trække i et reb, der går gennem en blok på den underste stiges øverste trin. En gliphage fastholder stigerne.

### Italienske stiger
Der er tale om et sæt af forholdsvis korte stiger, der kan benyttes enkeltvis eller samlet 2, 3 eller 4 for at opnå en større længde. 

### Krybestige
Dette er en stige, der benyttes af redningsmandskab/brandmandskab til at nå op i højere bygninger, hvor en skydestige eller stigevogn ikke kan nå eller komme til. Stigen er ret smal, har en længde svarende omtrent til en etage og er i den øvre ende forsynet med en stålhage, der på undersiden er forsynet med tænder og ender i en krog. Stående på jorden hamrer man hagen gennem en rude på etagen ovenover, kravler op og fjerner resten af ruden med brandøksen. Man kan nu kravle ind ad vinduet, løfte stigen op og hamre hagen gennem et vindue lige ovenover og gentage proceduren.

## Galleri
- Stige mod himlen...
- Ældre træstige
- Køkkenstige
- 'Hønsestige' op til en træhule?
- Stige op til klippehuler i Syrien
- Stige ned i kloak
- Wienerstige af træ